# Aigondigné
Aigondigné est une commune nouvelle française résultant de la fusion — au 1er janvier 2019 — de la commune nouvelle de Mougon-Thorigné et des communes d'Aigonnay et Sainte-Blandine. Elle est située dans le département des Deux-Sèvres, en région Nouvelle-Aquitaine.

## Géographie
Aigondigné est une commune calcaire qui est scindée en deux types de terrain différents :
- une grande plaine s'étend sur les anciennes communes de Mougon (le bourg et le village de Triou), Thorigné, Saint-Blandine, ce qui en fait une zone relativement plate et propice aux cultures céréalières ;
- l'autre partie est vallonnée et occupe une zone regroupant l'ancienne commune d'Aigonnay, le village de Montaillon (ancienne commune de Mougon), Les Touches (ancienne commune de Thorigné). Cette zone est accidentée par le passage de la rivière du Lambon et son affluent l'Aigonnay. Tout cela a pour effet de rendre cette partie beaucoup plus boisée.

Communes limitrophes :

### Climat
Pour des articles plus généraux, voir Climat de la Nouvelle-Aquitaine et Climat des Deux-Sèvres.
Historiquement, la commune est exposée à un climat océanique du nord-ouest.  
En 2020, Météo-France publie une typologie des climats de la France métropolitaine dans laquelle la commune est exposée à un climat océanique et est dans la région climatique Poitou-Charentes, caractérisée par un bon ensoleillement, particulièrement en été et des vents modérés.
Pour la période 1971-2000, la température annuelle moyenne est de 12,4 °C, avec une amplitude thermique annuelle de 15 °C. Le cumul annuel moyen de précipitations est de 837 mm, avec 11,7 jours de précipitations en janvier et 6,9 jours en juillet. Pour la période 1991-2020, la température moyenne annuelle observée sur la station météorologique la plus proche, située sur la commune de Celles-sur-Belle à 7 km à vol d'oiseau, est de 12,7 °C et le cumul annuel moyen de précipitations est de 901,7 mm,. Pour l'avenir, les paramètres climatiques de la commune estimés pour 2050 selon différents scénarios d’émission de gaz à effet de serre sont consultables sur un site dédié publié par Météo-France en novembre 2022.

## Urbanisme

### Typologie
Au 1er janvier 2024, Aigondigné est catégorisée commune rurale à habitat dispersé, selon la nouvelle grille communale de densité à sept niveaux définie par l'Insee en 2022.
Elle est située hors unité urbaine. Par ailleurs la commune fait partie de l'aire d'attraction de Niort, dont elle est une commune de la couronne,. Cette aire, qui regroupe 91 communes, est catégorisée dans les aires de 50 000 à moins de 200 000 habitants,.

### Risques majeurs
Le territoire de la commune d'Aigondigné est vulnérable à différents aléas naturels : météorologiques (tempête, orage, neige, grand froid, canicule ou sécheresse), inondations, mouvements de terrains et séisme (sismicité modérée). Il est également exposé à un risque technologique,  le transport de matières dangereuses. Un site publié par le BRGM permet d'évaluer simplement et rapidement les risques d'un bien localisé soit par son adresse soit par le numéro de sa parcelle.

#### Risques naturels
Certaines parties du territoire communal sont susceptibles d’être affectées par le risque d’inondation par débordement de cours d'eau, notamment le Lambon. La commune a été reconnue en état de catastrophe naturelle au titre des dommages causés par les inondations et coulées de boue survenues en 1982, 1999, 2010 et 2015,.

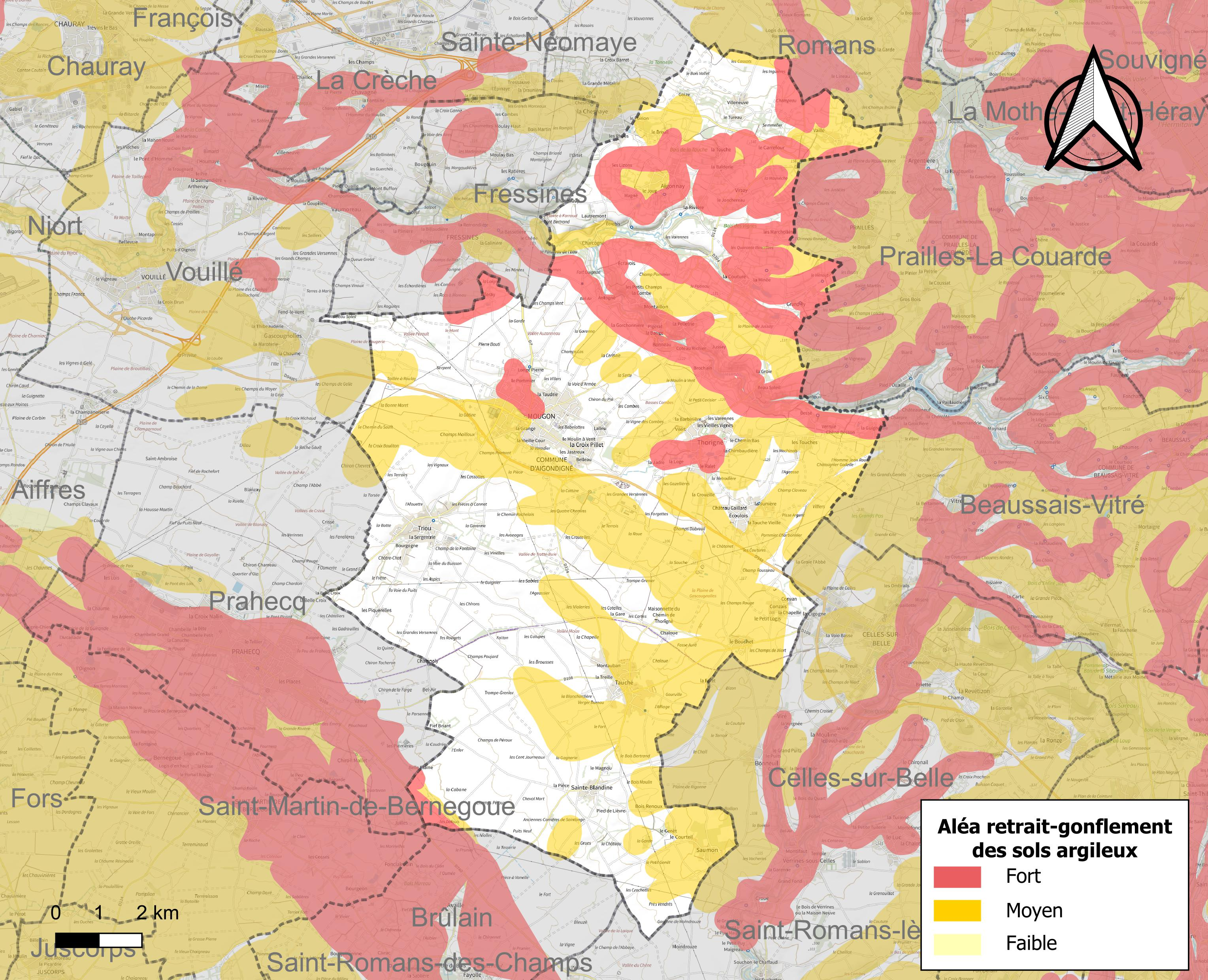
Carte des zones d'aléa retrait-gonflement des sols argileux d'Aigondigné.

Les mouvements de terrains susceptibles de se produire sur la commune sont des tassements différentiels. Le retrait-gonflement des sols argileux est susceptible d'engendrer des dommages importants aux bâtiments en cas d’alternance de périodes de sécheresse et de pluie. 53,7 % de la superficie communale est en aléa moyen ou fort (54,9 % au niveau départemental et 48,5 % au niveau national). Depuis le 1er octobre 2020, en application de la loi ELAN, différentes contraintes s'imposent aux vendeurs, maîtres d'ouvrages ou constructeurs de biens situés dans une zone classée en aléa moyen ou fort,.
La commune a été reconnue en état de catastrophe naturelle au titre des dommages causés par la sécheresse en 1996, 2003, 2005, 2009 et 2017 et par des mouvements de terrain en 1999 et 2010.

## Toponymie
Le nom de la commune nouvelle a été créé en accolant des syllabes des noms des 4 communes historiques : Aigonnay - Mougon - Sainte-Blandine - Thorigné.

## Histoire
Elle est créée par l'arrêté préfectoral du 13 novembre 2018 avec effet au 1er janvier 2019. Les communes déléguées de Mougon et Thorigné sont conservées et s'ajoutent à celles d'Aigonnay et de Sainte-Blandine. Le chef-lieu est situé à Mougon.

## Politique et administration

### Communes déléguées
| Nom             | Code Insee | Intercommunalité       | Superficie (km2) | Population (dernière pop. légale) | Densité (hab./km2) |
| --------------- | ---------- | ---------------------- | ---------------- | --------------------------------- | ------------------ |
| Mougon (siège)  | 79185      | CC de Celles-sur-Belle | 21,29            | 2 149 (2016)                      | 101                |
| Aigonnay        | 79004      | CC Mellois en Poitou   | 14,05            | 644 (2016)                        | 46                 |
| Sainte-Blandine | 79240      | CC Mellois en Poitou   | 16,27            | 708 (2016)                        | 44                 |
| Thorigné        | 79327      | CC de Celles-sur-Belle | 18,26            | 1 288 (2016)                      | 71                 |

### Liste des maires
| Période        | Période  | Identité        | Étiquette | Qualité |
| -------------- | -------- | --------------- | --------- | --- |
| 8 janvier 2019 | En cours | Patricia Rouxel | DVG       | Cadre du secteur privé Maire (2014 → 2018) puis maire déléguée (2019 → ) de Sainte-Blandine Réélue pour le mandat 2020-2026, |

### Politique environnementale
Dans son palmarès 2024, le Conseil national de villes et villages fleuris de France a attribué une fleur à la commune.

## Population et société

### Démographie

#### Évolution démographique
L'évolution du nombre d'habitants est connue à travers les recensements de la population effectués dans la commune depuis sa création.

En 2022, la commune comptait 4 685 habitants, en évolution de −2,17 % par rapport à 2016 (Deux-Sèvres : +0,18 %, France hors Mayotte : +2,11 %).
| 2016  | 2021  | 2022  |
| ----- | ----- | ----- |
| 4 789 | 4 660 | 4 685 |

#### Pyramide des âges
La population de la commune est relativement jeune. En 2018, le taux de personnes d'un âge inférieur à 30 ans s'élève à 34,1 %, soit un taux supérieur à la moyenne départementale (31,9 %). À l'inverse, le taux de personnes d'un âge supérieur à 60 ans (22,1 %) est inférieur au taux départemental (30,0 %).
En 2018, la commune comptait 2 329 hommes pour 2 374 femmes, soit un taux de 50,48 % de femmes, inférieur au taux départemental (51,05 %).
Les pyramides des âges de la commune et du département s'établissent comme suit :
| Hommes | Classe d’âge | Femmes |
| ------ | ------------ | ------ |
| 0,7    | 90 ou +      | 1,8    |
| 5,2    | 75-89 ans    | 7,5    |
| 15,0   | 60-74 ans    | 14,0   |
| 23,9   | 45-59 ans    | 21,8   |
| 20,1   | 30-44 ans    | 21,7   |
| 13,6   | 15-29 ans    | 12,1   |
| 21,5   | 0-14 ans     | 21,0   |

| Hommes | Classe d’âge | Femmes |
| ------ | ------------ | ------ |
| 1,1    | 90 ou +      | 2,5    |
| 8,6    | 75-89 ans    | 11,1   |
| 18,8   | 60-74 ans    | 19,5   |
| 20,9   | 45-59 ans    | 20,4   |
| 17,3   | 30-44 ans    | 17     |
| 15,6   | 15-29 ans    | 13,3   |
| 17,7   | 0-14 ans     | 16,2   |